# Прати Магри (Бреша)
Прати Магри је насеље у Италији у округу Бреша, региону Ломбардија.
Према процени из 2011. у насељу је живело 32 становника. Насеље се налази на надморској висини од 157 м.